# Быков, Егор Пахомович

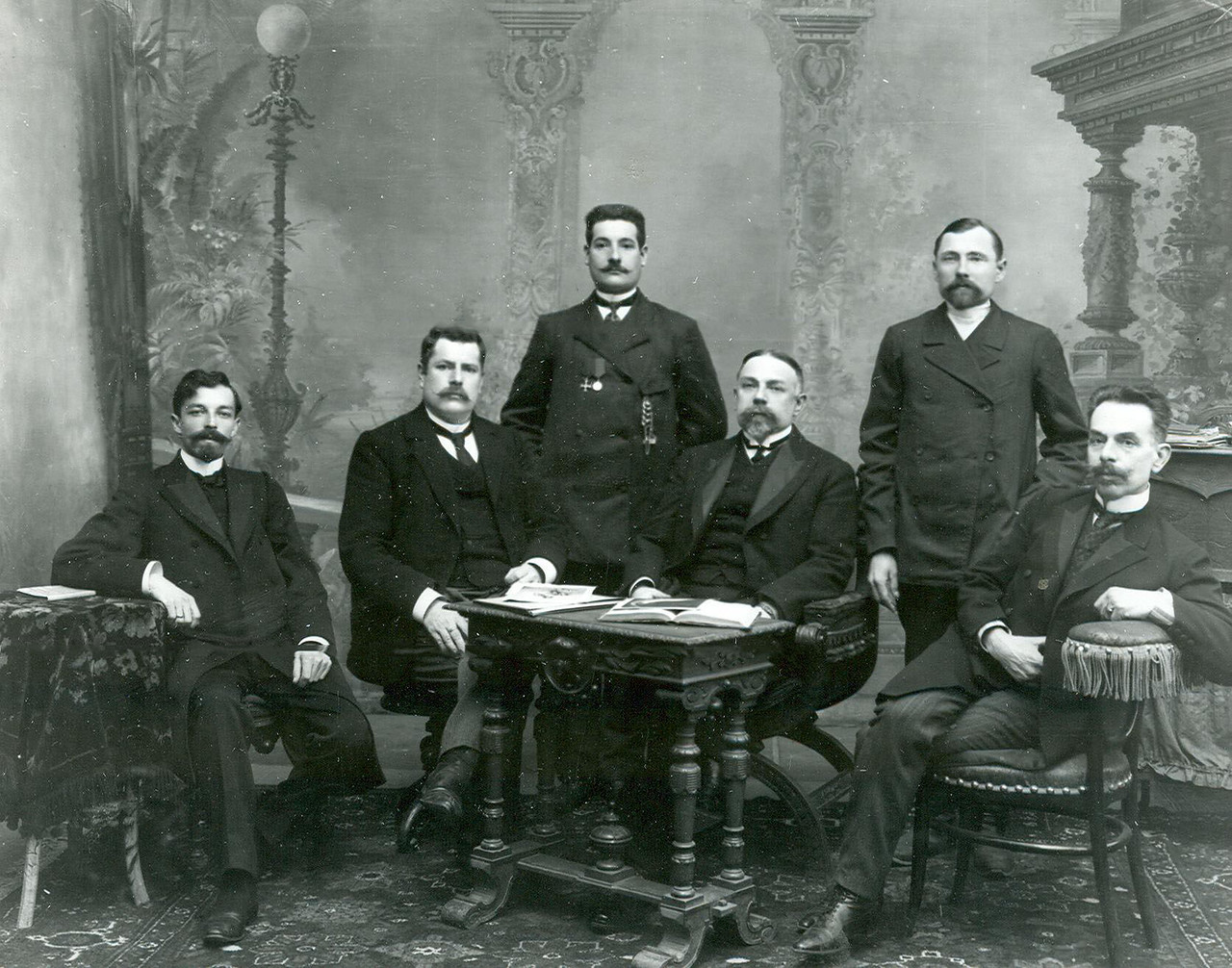
Члены II Государственной думы от Витебской губернии: Е. П. Быков — крайний справа, стоит.

Его́р Пахо́мович Бы́ков (1871—1935) — член II Государственной думы от Витебской губернии, крестьянин.

## Биография
Православный, крестьянин деревни Глинчино Доминиковской волости Невельского уезда.
Окончил народное училище. Занимался земледелием (10 десятин). По одному трехлетию состоял сельским старостой, волостным старшиной и земским гласным. Заведовал военно-конским участком.
В феврале 1907 года был избран в Государственную думу съездом уполномоченных от волостей Витебской губернии. Входил в группу беспартийных, примыкал к группе правых и умеренных. Состоял членом продовольственной комиссии.
После роспуска II Думы вернулся в родную деревню. После революции оставался единоличником. 3 февраля 1930 года был арестован, 8 апреля тройкой при ПП ОГПУ в Западной области приговорен к 5 годам высылки на Урал.

### Рекомендуемые источники
- Н. В. Никитенко. «Выбран крестьянами…» // Псков. № 35, 2011